# Euphorbia phymatosperma
Euphorbia phymatosperma är en törelväxtart som beskrevs av Pierre Edmond Boissier. Euphorbia phymatosperma ingår i släktet törlar, och familjen törelväxter.

## Underarter
Arten delas in i följande underarter:
- E. p. cernua
- E. p. phymatosperma